# 稲松三郎
稲松 三郎（いねまつ さぶろう、1979年9月6日 - ）は、日本の元プロレスラー。

## 経歴

### 2004年
- 3月21日、KAIENTAI DOJO千葉Blue Field大会の対石川はじめ戦でデビュー。柏組のメンバーとして試合に歌に大活躍し若手の中で一歩抜きん出る活躍を見せる。

### 2005年
- 柏組を卒業。
- KAIENTAI DOJO所属の身でありながら、アパッチプロレス軍のメンバーに加入。金村キンタローによる英才教育のもと、ハードコアの洗礼を受けて、エクストリーム路線に活路を見出す。
- 11月、大日本プロレスに初参戦。
- 12月、大日本・桂スタジオ大会で、豹魔とのタッグで、伊東竜二・佐々木貴組を相手に自身初の蛍光灯デスマッチに挑戦。この試合で高い評価を得る。その活躍ぶりが、後の大日本・桂スタジオ大会での方向性を決定付けた。

### 2006年
- 2月4日、大日本・桂スタジオ大会、"黒天使"沼澤邪鬼との凶器観客持ち込みデスマッチで、デスマッチとしては初のシングルで対戦。
- 2月27日、大日本・後楽園ホール興行で"黒天使"沼澤邪鬼と組んでのメインイベント「3WAY蛍光灯タッグデスマッチ」に抜擢された。
- 7月から8月にかけては、KAIENTAI DOJOの最強レスラーを決める大会STRONGEST-Kに参戦し、準優勝。
- 9月23日、大日本・桂スタジオ大会からデスマッチ戦線に復帰。葛西純・"黒天使"沼澤邪鬼（045邪猿気違'S）と組み、大日本プロレスのデスマッチで初勝利した。
- 12月24日、桂スタジオ大会では、試合中にシャドウWX、MASADAの2人同時の火炎攻撃を受け、約10秒も体を炎が覆う事件に見舞われた。背中やわき腹に大火傷を負い、12月31日出場予定だったインディーサミットは勿論、2日後の1月2日大日本・後楽園ホール興行メインも欠場を余儀なくされた。

### 2007年
- 1月7日、後楽園ホール大会にてJOE&ヤス・ウラノの保持するSTRONGEST-K TAG王座に火野裕士とのタッグで挑戦し、第4代王者となった。

### 2013年
- 大日本プロレスの一騎当千に出場して2勝する。近年はデスマッチでも活躍をする選手として大日本にも参戦している。
- K-DOJOで真霜拳號・十嶋くにお・雄馬と結託して戦っている。

### 2014年
- 2014年より真霜と決別し柏大五郎と関根龍一と結託を表明。ユニット名はBozz連合で稲松自身も坊主にした。
- 決別した真霜拳號の持つCHAMPION OF STRONGEST-K王座に挑戦し勝利。10年目にして初戴冠となるも6月22日にMIYAWAKIとの防衛戦を大阪大会で行い試合中の稲松の負傷により、MIYAWAKIに敗れてしまう形となった。
- 12月29日、Bozz連合対憧れの存在である大仁田厚と矢口壹琅&リッキー・フジを相手にリッキーからサンダーファイヤーパワーボムで勝利。試合後には大仁田に一騎討ちを要求する。

### 2016年
- 11月6日、後楽園ホール大会で突然の引退を発表。

### 2017年
- 2月5日、唯一の同期である火野裕士とのシングルをもって引退。

## 得意技
サンダーファイヤーパワーボム
デスバレーボム
桜吹雪
369（サブロック）
36ハンマー
助走しながら両手を握った両腕を振り抜いて相手の胸板にチョップをするような感じで叩き込む。

## 入場曲
- パープルハイウェイオブエンジェルス（永澤学人） ※キングレコード「KAIENTAI DOJO 2」に収録

## タイトル歴
- CHAMPION OF STRONGEST-K王座（第16代）
- STRONGEST-K TAG王座（第4代、第13代、第16代、第19代）（パートナーは火野裕士×2→関根龍一→火野裕士）
- STRONGEST-K優勝（2011年）

## メディア出演

### テレビ
- プロレスKING（GAORA）

### ラジオ
- 週刊ラジオプロレス（HBCラジオ）

### CM
- パチンコニュー7